# Eugène Charvot
Eugène Charvot né le 11 février 1847 à Moulins et mort le 8 février 1924 à Paris est un peintre français.

## Biographie
Eugène Louis Charvot est le fils de Jérôme Charvot, censeur au collège Royal de Moulins, et d'Élisabeth Blanchard-Lavalette.
Médecin militaire, il est élève de Giacomotti et de Bonnat, il débute au Salon en 1876.
Il épouse Marie Angélique Eugénie Valéry. Le couple réside à Créteil, où nait leur fille Yvonne (1900-2005). Cette dernière émigrera aux États-Unis, où elle deviendra professeur de piano. 
Il réside Rue d'Orléans[Laquelle ?] à Paris où il meurt le 8 février 1924.

## Distinctions
- Chevalier de la Légion d'honneur en 1889
- Officier de la Légion d'honneur en 1907[2]